# スタジオコメット
株式会社スタジオコメット（英: STUDIO COMET Co.,Ltd.）は、日本のアニメ制作会社。日本動画協会正会員。

## 概要
アニメ制作会社・ナック（KnacK）出身で、土田プロダクションのプロデューサーとして『キャプテン翼』などを手がけた茂垣弘道が代表となり、同プロダクション在籍スタッフであった演出家の三沢伸、アニメーターの金沢比呂司、音響プロデューサーの原田一男らと独立。1986年1月21日、作画・演出の下請け制作会社として「有限会社スタジオコメット」を設立した。
社名表記は「スタジオコメット」、会社ロゴでは「studio COMET」となっている。設立年の1986年が地球にハレー彗星が接近した年だったことから命名した。
『ハイスクール!奇面組』の制作を土田プロダクションから引き継ぎ、以降『名門!第三野球部』や『ドラゴンクエスト』といった日本アドシステムズ（NAS）製作のテレビアニメ作品を多く手がけた。
1990年代には、『キャプテン翼J』や『頭文字D』などの有名作品を制作した。
1994年、株式会社に改組。1999年、デジタル制作に移行。
2000年代に入ると、アサツーディ・ケイやNASのプロデューサーであった片岡義朗との関係からマーベラスエンターテイメント製作の作品を請け負うようになる。『スクールランブル』や『おねがいマイメロディ』、『ジュエルペット』などの人気作にも恵まれ、ジャンルを問わず制作本数を拡大した。
同社制作作品のおよびグロス請け担当回の撮影のスタジオトゥインクル、編集は岡安プロモーションが協力している。特にスタジオトゥインクルは当社作品の大半で撮影を担当しており、その縁で2000年代前半に両社による3DCG制作プロジェクトチーム「昴 -SUBARU-」を設立した。昴はその後、当社CG部のブランドとなった。
近年は、『美男高校地球防衛部』や『RobiHachi』、『Fairy蘭丸〜あなたの心お助けします〜』といったテレビアニメ作品を元請制作する他、『彼女、お借りします』のような主にトムス・エンタテインメント作品のグロス請け制作も行なっている。

## 作品履歴

### テレビアニメ
| 開始年 | 放送期間            | タイトル                                                       | 監督                         | シリーズ構成                | アニメーション プロデューサー | 原作         | 備考                                                            |
| ------ | ------------------- | -------------------------------------------------------------- | ---------------------------- | --------------------------- | ----------------------------- | ------------ | --------------------------------------------------------------- |
| 1985年 | 10月 - 1987年9月    | ハイスクール!奇面組                                            | 福富博                       | N/A                         | 原田一男 茂垣弘道             | 漫画         |                                                                 |
| 1987年 | 10月 - 1988年10月   | ついでにとんちんかん                                           | N/A                          | 小山高生                    | 茂垣弘道                      | 漫画         |                                                                 |
| 1988年 | 10月 - 1989年9月    | 名門!第三野球部                                                | N/A                          | N/A                         | 茂垣弘道                      | 漫画         |                                                                 |
| 1989年 | 12月 - 1990年9月    | ドラゴンクエスト                                               | りんたろう 山田勝久 神田武幸 | 山田隆司                    | 茂垣弘道                      | ゲーム       |                                                                 |
| 1991年 | 1月 - 4月           | ドラゴンクエスト                                               | りんたろう 山田勝久 神田武幸 | 山田隆司                    | 茂垣弘道                      | ゲーム       |                                                                 |
| 1991年 | 4月 - 1992年3月     | ハイスクールミステリー学園七不思議                             | 三沢伸                       | N/A                         | 茂垣弘道                      | 漫画         |                                                                 |
| 1992年 | 4月 - 9月           | まぼろしまぼちゃん                                             | 石踊宏                       | 山田隆司                    | 茂垣弘道                      | 漫画         |                                                                 |
| 1992年 | 10月 - 1994年12月   | ツヨシしっかりしなさい                                         | 三沢伸                       | N/A                         |                               | 漫画         |                                                                 |
| 1994年 | 10月 - 1995年12月   | キャプテン翼J                                                  | 福富博                       | 山田隆司                    | 小松悦子                      | 漫画         |                                                                 |
| 1996年 | 4月 - 1997年2月     | 水色時代                                                       | ときたひろこ                 | 武上純希                    | 茂垣弘道                      | 漫画         |                                                                 |
| 1997年 | 3月 - 9月           | ケロケロちゃいむ                                               | 湖山禎崇                     | 武上純希                    | N/A                           | 漫画         |                                                                 |
| 1998年 | 4月 - 12月          | 頭文字D                                                        | 三沢伸                       | N/A                         | 茂垣弘道                      | 漫画         |                                                                 |
| 1998年 | 7月 - 1999年1月     | 発明BOYカニパン                                                | 石踊宏                       | 山口亮太                    | 茂垣弘道                      | オリジナル   |                                                                 |
| 1999年 | 2月 - 6月           | 超発明BOYカニパン                                              | 石踊宏                       | N/A                         | 茂垣弘道                      | オリジナル   |                                                                 |
| 1999年 | 11月 - 2001年2月    | ビックリマン2000                                               | 葛谷直行 →福冨博             | 冨岡淳広                    | 茂垣弘道                      | 菓子         |                                                                 |
| 2001年 | 3月 - 2002年2月     | Dr.リンにきいてみて!                                           | 三沢伸                       | 前川淳                      | 茂垣弘道                      | 漫画         |                                                                 |
| 2002年 | 5月 - 2003年2月     | ホイッスル!                                                    | 福冨博                       | N/A                         | 茂垣弘道                      | 漫画         |                                                                 |
| 2002年 | 10月 - 2003年9月    | 真・女神転生Dチルドレン ライト&ダーク                          | 三沢伸                       | 藤田伸三                    | 茂垣弘道                      | ゲーム       | アクタスより継承、第27話以降                                    |
| 2004年 | 4月 - 9月           | 陸奥圓明流外伝 修羅の刻                                        | 三澤伸                       | 武上純希                    | 茂垣弘道                      | 漫画         |                                                                 |
| 2004年 | 4月 - 2005年3月     | マシュマロ通信                                                 | 福冨博 Seung Il Lee          | 中瀬理香                    | 茂垣弘道                      | 漫画         |                                                                 |
| 2004年 | 10月 - 2005年3月    | スクールランブル                                               | 高松信司                     | ときたひろこ                | せきやまあきひろ              | 漫画         |                                                                 |
| 2005年 | 1月 - 6月           | ピーチガール                                                   | 石踊宏                       | ときたひろこ                | 別府幸司                      | 漫画         |                                                                 |
| 2005年 | 4月 - 2006年3月     | おねがいマイメロディ                                           | 森脇真琴                     | 夢ヶ丘中学校文芸部 山田隆司 | せきやまあきひろ              | キャラクター |                                                                 |
| 2005年 | 7月 - 12月          | 涼風                                                           | 福冨博                       | ときたひろこ                | 別府幸司                      | 漫画         |                                                                 |
| 2005年 | 10月 - 2006年9月    | capeta                                                         | 三沢伸                       | 上代務                      | せきやまあきひろ              | 漫画         |                                                                 |
| 2006年 | 1月 - 12月          | ワンワンセレプー それゆけ!徹之進                               | 福本潔                       | 山田隆司                    | 馬場健                        | オリジナル   |                                                                 |
| 2006年 | 4月 - 2007年3月     | おねがいマイメロディ 〜くるくるシャッフル!〜                   | 森脇真琴                     | 山田隆司                    | 茂垣弘道 小竿俊一             | キャラクター |                                                                 |
| 2006年 | 4月 - 9月           | スクールランブル 二学期                                        | 金﨑貴臣                     | せきやまあきひろ            | ときたひろこ                  | 漫画         |                                                                 |
| 2006年 | 4月 - 10月          | 妖怪人間ベム -HUMANOID MONSTER BEM-                            | 原田浩                       | 武上純希                    | 別府幸司                      | アニメ       |                                                                 |
| 2007年 | 1月 - 6月           | Saint October                                                  | 佐藤まさふみ                 | 江夏由結                    | せきやまあきひろ              | オリジナル   |                                                                 |
| 2007年 | 4月 - 2008年3月     | おねがいマイメロディ すっきり♪                                 | 森脇真琴                     | 山田隆司                    | 小竿俊一 齋藤準次             | キャラクター |                                                                 |
| 2008年 | 4月 - 2009年3月     | おねがい♪マイメロディ きららっ★                                | 森脇真琴（総）               | 山田隆司                    | 小竿俊一                      | キャラクター |                                                                 |
| 2009年 | 4月 - 2010年3月     | ジュエルペット                                                 | 佐々木奈々子                 | 前川淳                      | 小竿俊一                      | キャラクター |                                                                 |
| 2009年 | 7月 - 9月           | 宙のまにまに                                                   | 高松信司                     | N/A                         | せきやまあきひろ              | 漫画         |                                                                 |
| 2010年 | 4月 - 2011年4月     | ジュエルペット てぃんくる☆                                     | 山本天志                     | 島田満                      | せきやまあきひろ              | キャラクター |                                                                 |
| 2011年 | 4月 - 2012年3月     | ジュエルペット サンシャイン                                    | 稲垣隆行                     | 柿原優子                    | せきやまあきひろ              | キャラクター |                                                                 |
| 2012年 | 4月 - 2013年3月     | ジュエルペット きら☆デコッ!                                    | 森脇真琴                     | ふでやすかずゆき            | 茂垣弘道 松本太輔 小竿俊一    | キャラクター |                                                                 |
| 2013年 | 4月 - 2014年3月     | ジュエルペット ハッピネス                                      | 桜井弘明                     | ジュエル学園文芸部          | 別府幸司                      | キャラクター |                                                                 |
| 2014年 | 4月 - 2015年3月     | レディ ジュエルペット                                          | 川崎逸朗                     | 高橋ナツコ                  | 川﨑とも子 茂垣弘道           | キャラクター | 共同制作：ゼクシズ                                              |
| 2016年 | 7月 - 9月           | 美男高校地球防衛部LOVE!LOVE!                                   | 高松信司                     | 横手美智子                  | 鵜飼浩史                      | オリジナル   |                                                                 |
| 2016年 | 10月 - 2017年9月    | ぴったんこ!ねこざかな                                          | のなかかずみ                 | 山田隆司                    | N/A                           | 絵本         | 共同制作：トムス・エンタテインメント 『きんだーてれび』内で放送 |
| 2017年 | 10月 - 2020年9月    | ぴったんこ!!ねこざかな                                         | のなかかずみ                 | 山田隆司                    | N/A                           | 絵本         | 共同制作：トムス・エンタテインメント 『きんだーてれび』内で放送 |
| 2018年 | 4月 - 7月           | 美男高校地球防衛部HAPPY KISS!                                  | 高松信司                     | 高松信司                    | 安藤春香                      | オリジナル   |                                                                 |
| 2019年 | 1月 - 3月           | 臨死!!江古田ちゃん                                             | 三沢伸                       | N/A                         | 別府洋一                      | 漫画         | 第7話のみ                                                       |
| 2019年 | 4月 - 6月           | RobiHachi                                                      | 高松信司                     | 金杉弘子                    | 安藤春香                      | オリジナル   |                                                                 |
| 2020年 | 1月 - 3月 7月 - 9月 | LALALACOCO                                                     | のなかかずみ                 | 井上美緒                    | 鵜飼浩史                      | オリジナル   | 『きんだーてれび』内で放送                                      |
| 2020年 | 10月 - 2021年4月    | あわじしまの七福神                                             | のなかかずみ                 | 山下憲一                    | N/A                           | オリジナル   | 『きんだーてれび』内で放送                                      |
| 2021年 | 4月 - 6月           | Fairy蘭丸〜あなたの心お助けします〜                            | 菱田正和                     | 青葉譲                      | 大金正一 熊谷侑也             | オリジナル   |                                                                 |
| 2023年 | 1月 - 3月           | 英雄王、武を極めるため転生す 〜そして、世界最強の見習い騎士♀〜 | 葛谷直行                     | 広田光毅                    | 熊谷侑也                      | 小説         |                                                                 |
| 2024年 | 4月 - 6月           | 変人のサラダボウル                                             | 佐藤まさふみ                 | 平坂読 山下憲一             | 大金正一                      | 小説         | 共同制作：SynergySP                                             |
| 2025年 | 1月 - 3月           | いずれ最強の錬金術師?                                          | 葛谷直行                     | 広田光毅                    | 釋迦郡卓                      | 小説         |                                                                 |
| 2025年 | 7月 -               | 白豚貴族ですが前世の記憶が生えたのでひよこな弟育てます         | 佐藤まさふみ                 | 広田光毅                    | 武藤伸和                      | 小説         |                                                                 |

### テレビスペシャル
| 放映年 | 放映日   | タイトル                        | 監督                      |
| ------ | -------- | ------------------------------- | ------------------------- |
| 1990年 | N/A      | 平成のシンデレラ 紀子さま物語   | N/A                       |
| 1992年 | 12月23日 | バトルファイターズ 餓狼伝説     | 福富博（1） 古橋一浩（2） |
| 1993年 | 12月23日 | バトルスピリッツ 龍虎の拳       | 福冨博                    |
| 1994年 | 9月18日  | SAMURAI SPIRITS〜破天降魔の章〜 | 石踊宏                    |
| 1999年 | 10月11日 | 将太の寿司                      | 角田利隆                  |

### 劇場アニメ
| 公開年 | 公開日   | タイトル                                  | 監督       | 脚本              | 原作         | 備考                                                                 |
| ------ | -------- | ----------------------------------------- | ---------- | ----------------- | ------------ | -------------------------------------------------------------------- |
| 1986年 | 7月12日  | ハイスクール!奇面組                       | 福富博     | 小山高生          | 漫画         |                                                                      |
| 1993年 | 12月25日 | 映画ツヨシしっかりしなさい                | 三沢伸     | 山田隆司          | 漫画         |                                                                      |
| 2012年 | 8月11日  | ジュエルペット スウィーツダンスプリンセス | 桜井弘明   | 山田隆司          | キャラクター |                                                                      |
| 2012年 | 8月11日  | おねがいマイメロディ 友&愛                | 大久保政雄 | 山田隆司          | キャラクター |                                                                      |
| 2017年 | 3月11日  | ちゃらんぽ島（ランド）の冒険              | 三沢伸     | 山田隆司 山下憲一 | オリジナル   | 2016年度若手アニメーター育成プロジェクト「あにめたまご2017」参加作品 |
| 2025年 | 1月24日  | 美男高校地球防衛部ETERNAL LOVE!           | 高松信司   | 横手美智子        | オリジナル   |                                                                      |

### OVA
| 発売年 | タイトル                                      | 監督                              | 原作   |
| ------ | --------------------------------------------- | --------------------------------- | ------ |
| 1987年 | チャウチャウの歌シリーズ                      | N/A                               | N/A    |
| 1988年 | ビデオ『日本昔ばなし』                        | N/A                               | N/A    |
| 1988年 | ビデオマガジン『ビンボー』                    | N/A                               | N/A    |
| 1995年 | プライベート・アイ・ドル                      | N/A                               | ゲーム |
| 1997年 | チャウチャウの歌シリーズ                      | N/A                               | N/A    |
| 1997年 | ベイビィ★LOVE                                 | 工藤進                            | 漫画   |
| 1998年 | 明日への扉                                    | N/A                               | N/A    |
| 2005年 | スクールランブル 一学期補習                   | 高松信司                          | 漫画   |
| 2008年 | スクールランブル 三学期                       | 高松信司                          | 漫画   |
| 2009年 | アニメ「冬のソナタ」〜もうひとつの物語〜 序章 | アン・ジェフン ハン・ヘジン（総） | ドラマ |
| 2011年 | Baby Princess 3Dぱらだいす0（ラブ）           | 稲垣隆行                          | 小説   |

### Webアニメ
| 配信年 | タイトル                | 監督         | シリーズ構成 または脚本 | アニメーション プロデューサー | 原作 |
| ------ | ----------------------- | ------------ | ----------------------- | ----------------------------- | ---- |
| 未公表 | うごく!ねこむかしばなし | のなかかずみ | 山下憲一                | 未公表                        | 漫画 |

### ゲーム
| 年     | タイトル                                      | 備考                                       |
| ------ | --------------------------------------------- | ------------------------------------------ |
| 1998年 | ルルリ・ラ・ルラ                              | アニメーション                             |
| 2009年 | アルトネリコ３ 世界終焉の引鉄は少女の詩が弾く | 3DCGモデリング・アニメーション・エフェクト |
| 2011年 | ペーパーマン                                  | 3DCGキャラクターアニメーション・エフェクト |

### 制作協力
| 年     | タイトル                                                     | 制作元請                                                              | 備考                                                            |
| ------ | ------------------------------------------------------------ | --------------------------------------------------------------------- | --------------------------------------------------------------- |
| 1994年 | 餓狼伝説 -THE MOTION PICTURE-                                | 日本アドシステムズ                                                    | 制作協力                                                        |
| 1997年 | 深海伝説MEREMANOID                                           | トライアングルスタッフ                                                | 各話制作協力                                                    |
| 1999年 | 宇宙海賊ミトの大冒険2人の女王様                              | トライアングルスタッフ                                                | 各話制作協力                                                    |
| 2001年 | 星のカービィ                                                 | スタジオ・ザイン                                                      | -2003年、各話制作協力                                           |
| 2002年 | わがまま☆フェアリー ミルモでポン!                            | スタジオ雲雀                                                          | -2003年、各話制作協力                                           |
| 2003年 | ソニックX                                                    | トムス・エンタテインメント                                            | -2004年、各話制作協力                                           |
| 2003年 | アストロボーイ・鉄腕アトム                                   | 手塚プロダクション                                                    | 各話制作協力                                                    |
| 2003年 | クロノクルセイド                                             | GONZO DIGIMATION                                                      | 各話制作協力                                                    |
| 2003年 | わがまま☆フェアリー ミルモでポン! ごおるでん                 | スタジオ雲雀                                                          | -2004年、各話制作協力                                           |
| 2004年 | BURN-UP SCRAMBLE                                             | AIC                                                                   | 各話制作協力                                                    |
| 2005年 | Paradise Kiss                                                | マッドハウス                                                          | オープニング3DCG                                                |
| 2006年 | まもって!ロリポップ                                          | サンシャインコーポレーション・オブ・ジャパン                          | 各話制作協力                                                    |
| 2006年 | BLACK BLOOD BROTHERS                                         | グループ・タック                                                      | 各話制作協力                                                    |
| 2007年 | Venus Versus Virus                                           | スタジオ雲雀                                                          | 各話制作協力                                                    |
| 2007年 | かみちゃまかりん                                             | サテライト                                                            | 各話制作協力                                                    |
| 2007年 | おおきく振りかぶって                                         | A-1 Pictures                                                          | 各話制作協力                                                    |
| 2007年 | こどものじかん                                               | スタジオバルセロナ                                                    | 各話制作協力                                                    |
| 2007年 | 名探偵コナン 紺碧の棺                                        | トムス・エンタテインメント                                            | 制作協力                                                        |
| 2007年 | ミヨリの森                                                   | 日本アニメーション                                                    | 3DCGモデリング・アニメーション・エフェクト                      |
| 2007年 | 大江戸ロケット                                               | マッドハウス                                                          | 3DCGモデリング・アニメーション・エフェクト                      |
| 2007年 | CODE-E                                                       | avex entertainment スタジオディーン                                   | 3DCGモデリング・アニメーション・エフェクト                      |
| 2008年 | 全力ウサギ                                                   | トムス・エンタテインメント                                            | 各話制作協力                                                    |
| 2008年 | モノクローム・ファクター                                     | エー・シー・ジー・ティー                                              | 各話制作協力                                                    |
| 2008年 | xxxHOLiC◆継                                                  | プロダクション・アイジー                                              | 各話制作協力                                                    |
| 2008年 | 乃木坂春香の秘密                                             | ディオメディア                                                        | 各話制作協力                                                    |
| 2008年 | 二十面相の娘                                                 | ボンズ テレコム・アニメーションフィルム                               | 各話制作協力                                                    |
| 2008年 | ロザリオとバンパイア CAPU2                                   | ゴンゾ                                                                | 各話制作協力                                                    |
| 2008年 | 夜桜四重奏 〜ヨザクラカルテット〜                            | ノーマッド                                                            | 各話制作協力                                                    |
| 2008年 | 銀魂                                                         | サンライズ                                                            | -2010年、各話制作協力                                           |
| 2008年 | 魍魎の匣                                                     | マッドハウス                                                          | 3DCG制作                                                        |
| 2008年 | 世界名作劇場代25作「ポルフィの長い旅」                       | 日本アニメーション                                                    | 3DCG制作                                                        |
| 2008年 | ヒャッコ                                                     | 日本アニメーション                                                    | 3DCGモデリング・アニメーション                                  |
| 2008年 | Mission-E                                                    | avex entertainment スタジオディーン                                   | 3DCGカット                                                      |
| 2008年 | 地獄少女 三鼎                                                | スタジオディーン                                                      | オープニング3DCG                                                |
| 2008年 | 乃木坂春香の秘密                                             | ディオメディア                                                        | エンディング3DCG                                                |
| 2008年 | みなみけ～おかわり～                                         | asread.                                                               | エンディング3DCG                                                |
| 2008年 | COBRA THE ANIMATION 『 ザ・サイコガン 』                     | マジックバス                                                          | 3DCGキャラクターアニメーション                                  |
| 2008年 | HELLS                                                        | マッドハウス                                                          | 3DCGモデリング・アニメーション                                  |
| 2008年 | 花ゲリラ                                                     | マーベラスエンターテイメント ネルケプランニング ポニーキャニオン      | 実写+CG合成カット                                               |
| 2009年 | 鋼の錬金術師 FULLMETAL ALCHEMIST                             | ボンズ                                                                | 各話制作協力                                                    |
| 2009年 | ささめきこと                                                 | AIC                                                                   | 各話制作協力                                                    |
| 2009年 | デュエル・マスターズ クロス                                  | 小学館ミュージック&デジタル エンタテイメント                          | クリーチャーカット 3DCGキャラクター・アニメーション・エフェクト |
| 2009年 | おはコロ ケシカスくん                                        | 小学館ミュージック&デジタル エンタテイメント                          | 3DCGアニメーション・エフェクト                                  |
| 2009年 | 青い文学シリーズ『走れメロス』                               | マッドハウス                                                          | 3DCG制作                                                        |
| 2009年 | 青い文学シリーズ『蜘蛛の糸』                                 | マッドハウス                                                          | 3DCG制作                                                        |
| 2009年 | 青い文学シリーズ『地獄変』                                   | マッドハウス                                                          | 3DCG制作                                                        |
| 2009年 | Green Lantern                                                | ワーナー・ブラザース・アニメーション テレコム・アニメーションフィルム | 3DCGモデリング・アニメーション・エフェクト                      |
| 2010年 | 毎日かあさん                                                 | ぎゃろっぷ                                                            | 各話制作協力                                                    |
| 2010年 | イナズマイレブン                                             | オー・エル・エム                                                      | 各話制作協力                                                    |
| 2010年 | 迷い猫オーバーラン!                                          | AIC                                                                   | 各話制作協力                                                    |
| 2010年 | WORKING!!                                                    | A-1 Pictures                                                          | 各話制作協力                                                    |
| 2010年 | いちばんうしろの大魔王                                       | アートランド                                                          | 各話制作協力                                                    |
| 2010年 | はなかっぱ                                                   | グループ・タック                                                      | 各話制作協力                                                    |
| 2010年 | Scan2Go                                                      | シナジーSP                                                            | 3DCGモデリング・アニメーション・エフェクト                      |
| 2010年 | デュエル・マスターズ クロス                                  | 小学館ミュージック&デジタル エンタテイメント                          | クリーチャーカット 3DCGキャラクター・アニメーション・エフェクト |
| 2010年 | デュエル・マスターズ クロスショック                          | 小学館ミュージック&デジタル エンタテイメント                          | クリーチャーカット 3DCGキャラクター・アニメーション・エフェクト |
| 2010年 | おはスタ ケシカスくん                                        | 小学館ミュージック&デジタル エンタテイメント                          | 3DCGキャラクター・アニメーション                                |
| 2010年 | 電動戦隊ソニッケアーキッズ                                   | N/A                                                                   | 3DCGエフェクト・コンポジット                                    |
| 2010年 | うるまでるびのGO!GO!選挙                                     | N/A                                                                   | コンポジット                                                    |
| 2011年 | クレヨンしんちゃん                                           | シンエイ動画                                                          | -2015年、各話制作協力                                           |
| 2011年 | カードファイト!! ヴァンガード                                | トムス・エンタテインメント                                            | -2012年、各話制作協力                                           |
| 2011年 | デュエルマスターズビクトリー                                 | 小学館ミュージック&デジタル エンタテイメント                          | クリーチャーカット 3DCGキャラクターアニメーション・エフェクト   |
| 2011年 | 戦場のヴァルキュリア3 誰がための銃瘡                         | A-1 Pictures                                                          | 3DCGアニメーション                                              |
| 2011年 | ぼくらのよあけ                                               | N/A                                                                   | モデリング・CGLO                                                |
| 2012年 | 妖狐×僕SS                                                    | デイヴィッドプロダクション                                            | 各話制作協力                                                    |
| 2012年 | カードファイト!! ヴァンガード アジアサーキット編             | トムス・エンタテインメント                                            | -2013年、各話制作協力                                           |
| 2012年 | ルパン三世 東方見聞録 〜アナザーページ〜                     | トムス・エンタテインメント                                            | 制作協力                                                        |
| 2012年 | 爆TECH!爆丸                                                  | 小学館ミュージック&デジタル エンタテイメント                          | 3DCGアニメーションキャラクター                                  |
| 2012年 | デュエルマスターズビクトリーＶ                               | 小学館ミュージック&デジタル エンタテイメント                          | 3DCGキャラクター・アニメーション・エフェクト                    |
| 2012年 | ねらわれた学園                                               | サンライズ                                                            | 3DCG制作                                                        |
| 2012年 | CLOCKWORK                                                    | N/A                                                                   | モデリング                                                      |
| 2012年 | デュエル・マスターズ エピソード2ゴールデンドラゴン           | N/A                                                                   | 背景モデリング                                                  |
| 2013年 | カードファイト!! ヴァンガード リンクジョーカー編             | トムス・エンタテインメント                                            | -2014年、各話制作協力                                           |
| 2013年 | 宇宙兄弟                                                     | A-1 Pictures                                                          | -2014年、各話制作協力                                           |
| 2013年 | ジュエルペット てぃんくる☆ 特別編 ほほえみの虹にドッキ☆ドキ! | ゼクシズ                                                              | 制作協力                                                        |
| 2013年 | Z/X IGNITION                                                 | テレコム・アニメーションフィルム                                      | 3DCG制作                                                        |
| 2013年 | ぎんぎつね                                                   | ディオメディア                                                        | 3DCG制作                                                        |
| 2013年 | 俺の脳内選択肢が、学園ラブコメを全力で邪魔している           | ディオメディア                                                        | 3DCG制作                                                        |
| 2013年 | デュエルマスターズV3                                         | 小学館ミュージック&デジタル エンタテイメント                          | クリーチャーカット 3DCGキャラクターアニメーション・エフェクト   |
| 2013年 | 爆TECH!爆丸 ガチ                                             | 小学館ミュージック&デジタル エンタテイメント                          | 3DCGキャラクターアニメーション                                  |
| 2013年 | 団地ともお                                                   | 小学館ミュージック&デジタル エンタテイメント                          | 3DCGキャラクターアニメーション                                  |
| 2013年 | わしも                                                       | スタジオディーン                                                      | 3DCGキャラクターアニメーション                                  |
| 2014年 | フューチャーカード バディファイト                            | オー・エル・エム ジーベック                                           | 各話制作協力                                                    |
| 2014年 | いなり、こんこん、恋いろは。                                 | プロダクションアイムズ                                                | 各話制作協力                                                    |
| 2014年 | 人生相談テレビアニメーション「人生」                         | feel.                                                                 | 各話制作協力                                                    |
| 2014年 | まじっく快斗1412                                             | A-1 Pictures                                                          | -2015年、各話制作協力                                           |
| 2014年 | カードファイト!! ヴァンガードG                               | トムス・エンタテインメント                                            | -2015年、各話制作協力                                           |
| 2014年 | 遊☆戯☆王ARC-V                                                | ぎゃろっぷ                                                            | 各話制作協力                                                    |
| 2014年 | 戦国BASARA Judge End                                         | テレコム・アニメーションフィルム                                      | 3DCG制作                                                        |
| 2014年 | デュエルマスターズVS                                         | アセンション 小学館ミュージック&デジタル エンタテイメント             | クリーチャーカット                                              |
| 2014年 | 団地ともお（第2期）                                          | 小学館ミュージック&デジタル エンタテイメント                          | 3DCGキャラクターアニメーション                                  |
| 2014年 | わしも（第2期）                                              | スタジオディーン                                                      | 3DCGキャラクターアニメーション                                  |
| 2014年 | かわれて候。                                                 | N/A                                                                   | モデリング                                                      |
| 2015年 | 美男高校地球防衛部LOVE!                                      | ディオメディア                                                        | 各話制作協力                                                    |
| 2015年 | 城下町のダンデライオン                                       | プロダクションアイムズ                                                | 各話制作協力                                                    |
| 2015年 | Fate/kaleid liner プリズマ☆イリヤ ツヴァイ ヘルツ!           | SILVER LINK.                                                          | 各話制作協力                                                    |
| 2015年 | 俺がお嬢様学校に「庶民サンプル」としてゲッツされた件         | SILVER LINK.                                                          | 各話制作協力                                                    |
| 2015年 | カードファイト!! ヴァンガードG ギアースクライシス編          | トムス・エンタテインメント                                            | -2016年、各話制作協力                                           |
| 2015年 | DIABOLIK LOVERS MORE,BLOOD                                   | ゼクシズ                                                              | 各話制作協力                                                    |
| 2015年 | すべてがFになる THE PERFECT INSIDER                          | A-1 Pictures                                                          |                                                                 |
| 2015年 | 聖剣使いの禁呪詠唱＜ワールドブレイク＞                       | ディオメディア                                                        | 3DCG制作                                                        |
| 2015年 | 銃皇無尽のファフニール                                       | ディオメディア                                                        | 3DCG制作                                                        |
| 2015年 | デュエルマスターズＶＳＲ                                     | アセンション 小学館ミュージック&デジタル エンタテイメント             | クリーチャーカット                                              |
| 2015年 | 団地ともおスペシャル「夏休みの宿題は終わったのかよ？ともお」 | 小学館ミュージック&デジタル エンタテイメント                          | 3DCGキャラクターアニメーション                                  |
| 2015年 | わしも（第3期）                                              | スタジオディーン                                                      | 3DCGアニメーション                                              |
| 2015年 | いとしのムーコ                                               | DLE                                                                   | 3DCGキャラクターアニメーション                                  |
| 2016年 | 三者三葉                                                     | 動画工房                                                              | 各話制作協力                                                    |
| 2016年 | カードファイト!! ヴァンガードG ストライドゲート編            | トムス・エンタテインメント                                            | 各話制作協力                                                    |
| 2016年 | 私がモテてどうすんだ                                         | ブレインズ・ベース                                                    | 各話制作協力                                                    |
| 2016年 | 名探偵コナン 純黒の悪夢                                      | トムス・エンタテインメント                                            | 制作協力                                                        |
| 2016年 | 灰と幻想のグリムガル                                         | A-1 Pictures                                                          | 3DCG制作                                                        |
| 2016年 | 名探偵コナン “エピソードＯＮＥ”小さくなった名探偵            | トムス・エンタテインメント                                            | 3DCG制作                                                        |
| 2016年 | デュエルマスターズVSRF                                       | アセンション 小学館ミュージック&デジタル エンタテイメント             | クリーチャーカット                                              |
| 2016年 | シュヴァルツェスマーケン                                     | ixtl LIDENFILMS                                                       | 3DCGキャラクターアニメーション                                  |
| 2016年 | ベルセルク                                                   | GEMBA ミルパンセ                                                      | 3DCGキャラクターアニメーション                                  |
| 2016年 | わしも（第4期）                                              | スタジオディーン                                                      | 3DCGキャラクターアニメーション                                  |
| 2016年 | モンスターストライク THE MOVIE                               | BAKKEN RECORD                                                         | 3DCGアニメーション                                              |
| 2017年 | 恋愛暴君                                                     | EMTスクエアード                                                       | 各話制作協力                                                    |
| 2017年 | URAHARA                                                      | 白組 EMTスクエアード                                                  | 各話制作協力                                                    |
| 2017年 | デュエルマスターズ                                           | アセンション 小学館ミュージック&デジタル エンタテイメント             | クリーチャーカット                                              |
| 2017年 | サクラダリセット                                             | david production                                                      | 3DCG制作                                                        |
| 2017年 | ベルセルク（第2期）                                          | GEMBA ミルパンセ                                                      | 3DCGキャラクターアニメーション                                  |
| 2017年 | わしも（第5期）                                              | スタジオディーン                                                      | 3DCGキャラクターアニメーション                                  |
| 2017年 | 名探偵コナン から紅の恋歌（ラブレター）                      | トムス・エンタテインメント                                            | 3DCGアニメーション                                              |
| 2018年 | ソラとウミのアイダ                                           | TMS/だぶるいーぐる                                                    | 3DCG制作                                                        |
| 2018年 | デュエルマスターズ！                                         | アセンション 小学館ミュージック&デジタル エンタテイメント             | クリーチャーカット                                              |
| 2018年 | 荒野のコトブキ飛行隊                                         | GEMBA                                                                 | 3DCGキャラクターアニメーション                                  |
| 2018年 | ハイスコアガール                                             | J.C.STAFF                                                             | 3DCGキャラクターアニメーション                                  |
| 2018年 | 名探偵コナン ゼロの執行人                                    | トムス・エンタテインメント                                            | 3DCGアニメーション                                              |
| 2019年 | 爆丸バトルプラネット                                         | トムス・エンタテインメント                                            | CGカット制作協力                                                |
| 2019年 | 八月のシンデレラナイン                                       | トムス・エンタテインメント                                            | アニメーション制作協力                                          |
| 2020年 | 彼女、お借りします                                           | トムス・エンタテインメント                                            | アニメーション制作協力                                          |
| 2020年 | ストライクウィッチーズ ROAD to BERLIN                        | david production                                                      | CGLO、CGカット制作協力                                          |
| 2021年 | 最響カミズモード！                                           | BN Pictures                                                           | CGカット制作協力                                                |
| 2021年 | 名探偵コナン 緋色の弾丸                                      | トムス・エンタテインメント                                            | CGカット制作協力                                                |
| 2022年 | 彼女、お借りします（第2期）                                  | トムス・エンタテインメント                                            | アニメーション制作協力                                          |
| 2023年 | おかしな転生                                                 | SynergySP                                                             | アニメーション制作協力                                          |
| 2023年 | 彼女、お借りします（第3期）                                  | トムス・エンタテインメント                                            | アニメーション制作協力                                          |

### その他
| 公開年 | タイトル                                                          | 備考                                                                       |
| ------ | ----------------------------------------------------------------- | -------------------------------------------------------------------------- |
| 1987年 | ひらけ!ポンキッキ                                                 | オープニングアニメ及び挿入歌「2100ねんガチャピンキッド」アニメーション制作 |
| 1988年 | '88サイエンスアニメスペシャル 超・伝・導ものがたり                |                                                                            |
| 2010年 | Perfect Day（supercell MPV)                                       | PV、3DCGモデリング・アニメーション・エフェクト                             |
| 2011年 | 練馬区公式アニメキャラクター 『ねり丸』                           |                                                                            |
| 2012年 | デュエル・マスターズ 大決戦オールスター12                         | CM、アニメーション・コンポジット                                           |
| 2012年 | デュエル・マスターズ 変形デッキセットDX鬼ドラゴン／DX鬼エンジェル | CM、アニメーション・コンポジット                                           |
| 2013年 | オヤジ戦車                                                        | PV、3DCGモデリング・アニメーション・エフェクト                             |
| 2013年 | ジュエルペット ディアゴスティーニ                                 | CM                                                                         |
| 2013年 | ジュエルペット セガ                                               | CM                                                                         |
| 2013年 | デュエル・マスターズ ホワイトゼニスパック                         | CM、アニメーション・コンポジット                                           |
| 2014年 | 異字元合体 もじバケるZ                                            | PV、3DCGキャラクターアニメーション・エフェクト                             |
| 2016年 | きんだーてれび                                                    | 製作協力                                                                   |
| 2016年 | デュエル・マスターズ 正体判明のギュウジン丸!!                     | CM、アニメーション・コンポジット                                           |

## 関連人物

### アニメーター・演出家
- 飯田清貴
- 石踊宏
- 一川孝久
- 稲垣隆行
- 大久保政雄
- 大沢美奈
- 大宅光子（麦野アイス）
- 大宅幸男
- 興村忠美
- 金﨑貴臣
- 金沢比呂司（金澤比呂司）
- 葛谷直行
- 工藤進
- 飯村正之
- 長澤翔子
- 高橋はつみ
- 関根千奈未

- 佐藤昌文（佐藤まさふみ）
- 志田ただし
- 関野圭一（関野関十）
- 高林久弥
- 高松信司
- 鶴田愛
- 奈須川充
- 野田康行
- 原由美子
- 平川亜喜雄
- 福地和浩
- 福冨博
- 福本潔
- 林千博
- 八尋裕子
- 徳永さやか
- 小林浩輔
- 清水健一

- 本田辰雄
- 又野弘道
- 松本勝次
- 三沢伸
- 毛利和昭
- 森脇真琴
- 矢木正之
- 山崎猛
- 山田雄三（馬場健）
- 山本靖貴
- 渡辺健一郎
- 渡辺はじめ
- 小泉初栄
- むらせまいこ
- 加藤壮
- 柳圭介
- 松永真彦

- 朴性厚[31]
- 梅本唯
- 木村泰大
- 越田知明
- 中田誠
- 野本正幸
- 菱田正和
- 桜井弘明
- 原田浩
- 宮川知子
- 湖山禎崇
- 青柳宏宜
- 守岡英行
- 宮脇千鶴
- 鈴木光
- 鈴木恭兵

### 制作
- 小竿俊一
- 小松悦子
- 関山晃弘
- 茂垣弘道
- 大金正一

- 守岡英行
- 原田一男
- 別府幸司
- 安藤春香

### その他の人物
- 山田隆司
- 江夏由結
- 岩浪美和
- 高橋ナツコ
- 金杉弘子
- 川原陽子
- ときたひろこ